# 寺迫村
寺迫村（てらさこむら）は、熊本県の北部に位置していた村。

## 地理
- 河川：西谷川、立福寺川

## 歴史
- 1889年4月1日 - 町村制施行により万楽寺村、立福寺村、太郎迫村が合併し発足。
- 1898年8月26日 - 硯川村、五町村と新設合併し西里村発足。